# Prière du para

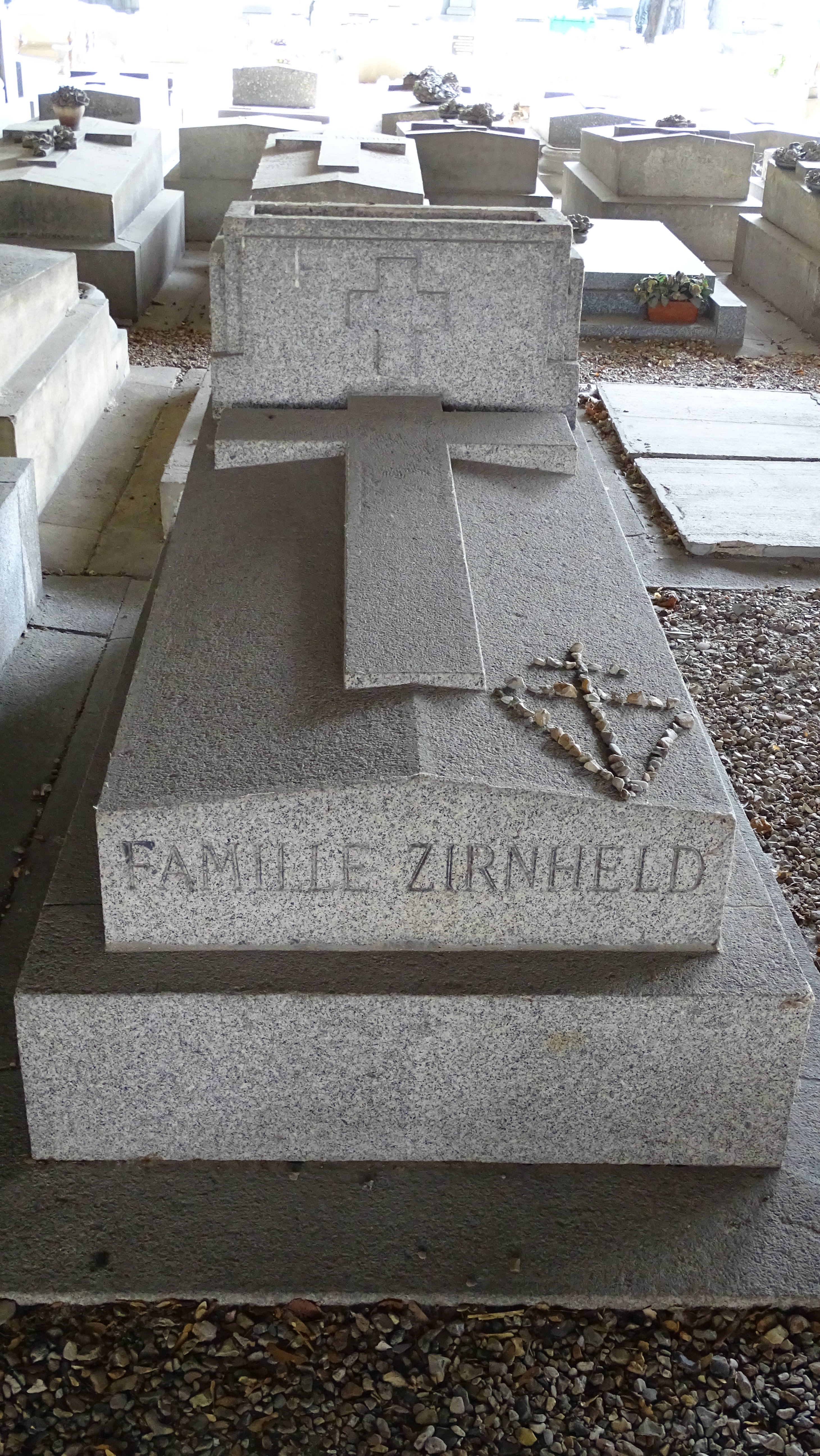
Tombe de la famille Zirnheld (cimetière des Batignolles).

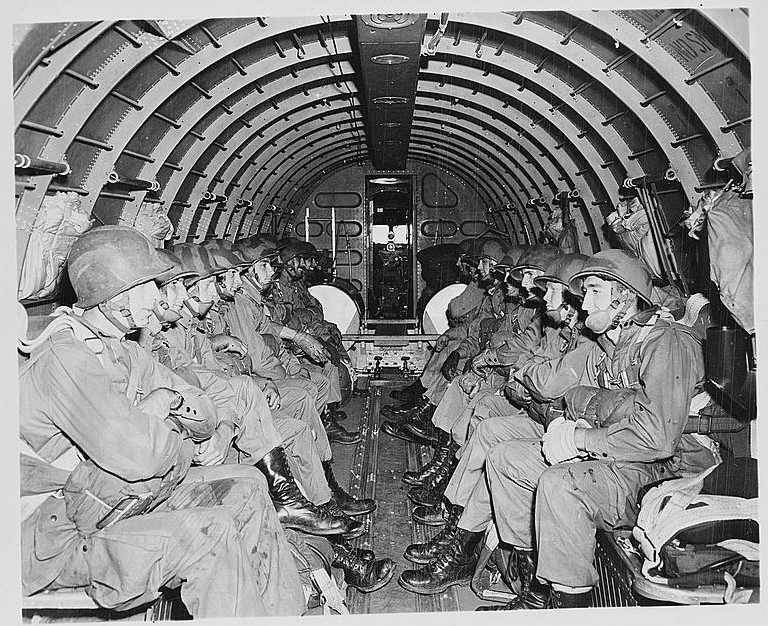
Parachutistes alliés en 1942.

La Prière du para est le nom donné postérieurement à une prière écrite par André Zirnheld en 1938, alors qu'il était professeur de philosophie. Au cours de la Seconde Guerre mondiale, il s'engage chez les parachutistes des forces françaises libres et devient membre du Special Air Service.
Il est le premier officier parachutiste français tué au combat. À sa mort en 1942, lors d'une opération commando en Afrique, ses compagnons découvrent dans ses affaires personnelles ce texte qui devient la Prière du para. 
Le texte, dans sa version chantée, est créé en 1961 et immédiatement adopté comme chant traditionnel par l'école militaire interarmes (E.M.IA.), puis par les troupes parachutistes de l'armée française et de l'armée brésilienne,,. Beaucoup de soldats disent qu'elle a suscité ou affermi leur vocation.

## Historique

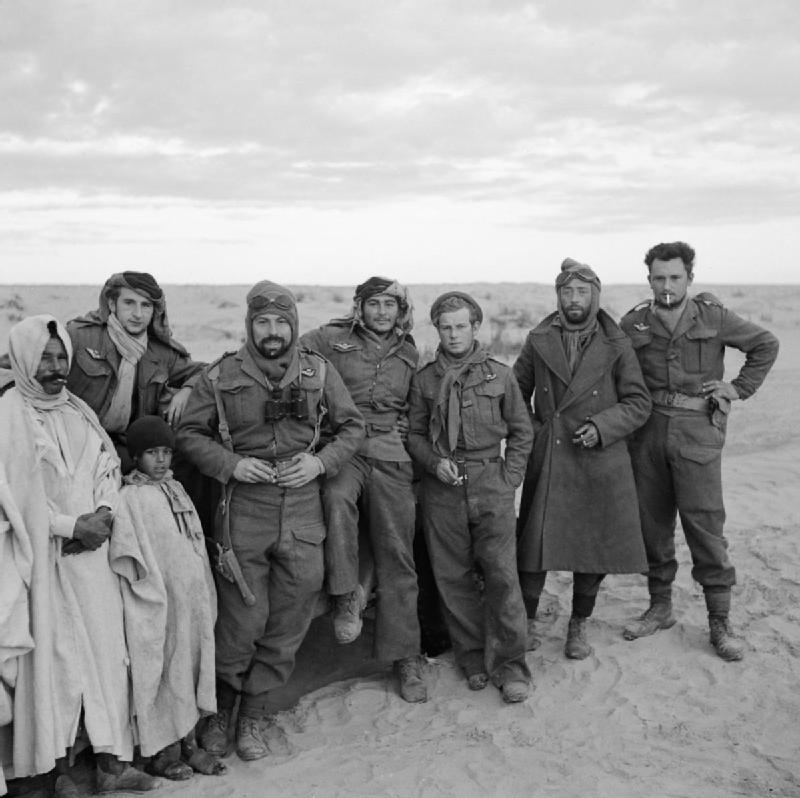
SAS français en Afrique du Nord (1943).

En 1938, alors qu'il est enseignant en Tunisie et encore dépourvu de toute formation ou expérience militaire, André Zirnheld rédige cette prière dans son carnet de réflexions.
Au lendemain de l'armistice du 22 juin 1940, il rejoint les forces de la France libre en passant par la Palestine britannique. En 1941, il rejoint les troupes parachutistes des FFL, puis en mars 1942, il intègre le groupe des Français (le French Squadron) membre des SAS (troupe d'élite),. À la suite de ses premières missions, il est proposé pour la Croix de guerre et la Military Cross
Lors de sa 4e mission en Afrique du Nord, il est grièvement blessé et meurt dans le désert. Ses compagnons découvrent alors un carnet dans lequel il avait écrit plusieurs réflexions, ainsi qu'une prière sous forme de poème. Ce carnet sera remis à sa famille, avec ses autres effets personnels.

## Texte original
Texte selon le manuscrit original d'André Zirnheld :
« Je m’adresse à vous, mon Dieu,

car vous seul donnez

ce qu’on ne peut obtenir que de soi.

Donnez-moi, mon Dieu, ce qu'il vous reste

Donnez-moi ce qu’on ne vous demande jamais.

Je ne vous demande pas le repos

ni la tranquillité

ni celle de l’âme, ni celle du corps.

Je ne vous demande pas la richesse

ni le succès, ni peut-être même la santé.

Tout ça, mon Dieu, on vous le demande tellement

que vous ne devez plus en avoir.

Donnez-moi, mon Dieu, ce qu'il vous reste

Donnez-moi ce que l’on vous refuse.

Je veux l’insécurité et l’inquiétude

je veux la tourmente et la bagarre,

et que vous me les donniez, mon Dieu,

définitivement,

que je sois sûr de les avoir toujours,

car je n’aurai pas toujours le courage

de vous les demander.

Donnez-moi, mon Dieu, ce qu'il vous reste

Donnez-moi ce dont les autres ne veulent pas

Mais donnez-moi aussi le courage

et la force et la foi.

Car vous seul donnez

ce qu’on ne peut obtenir que de soi. »,

## Postérité

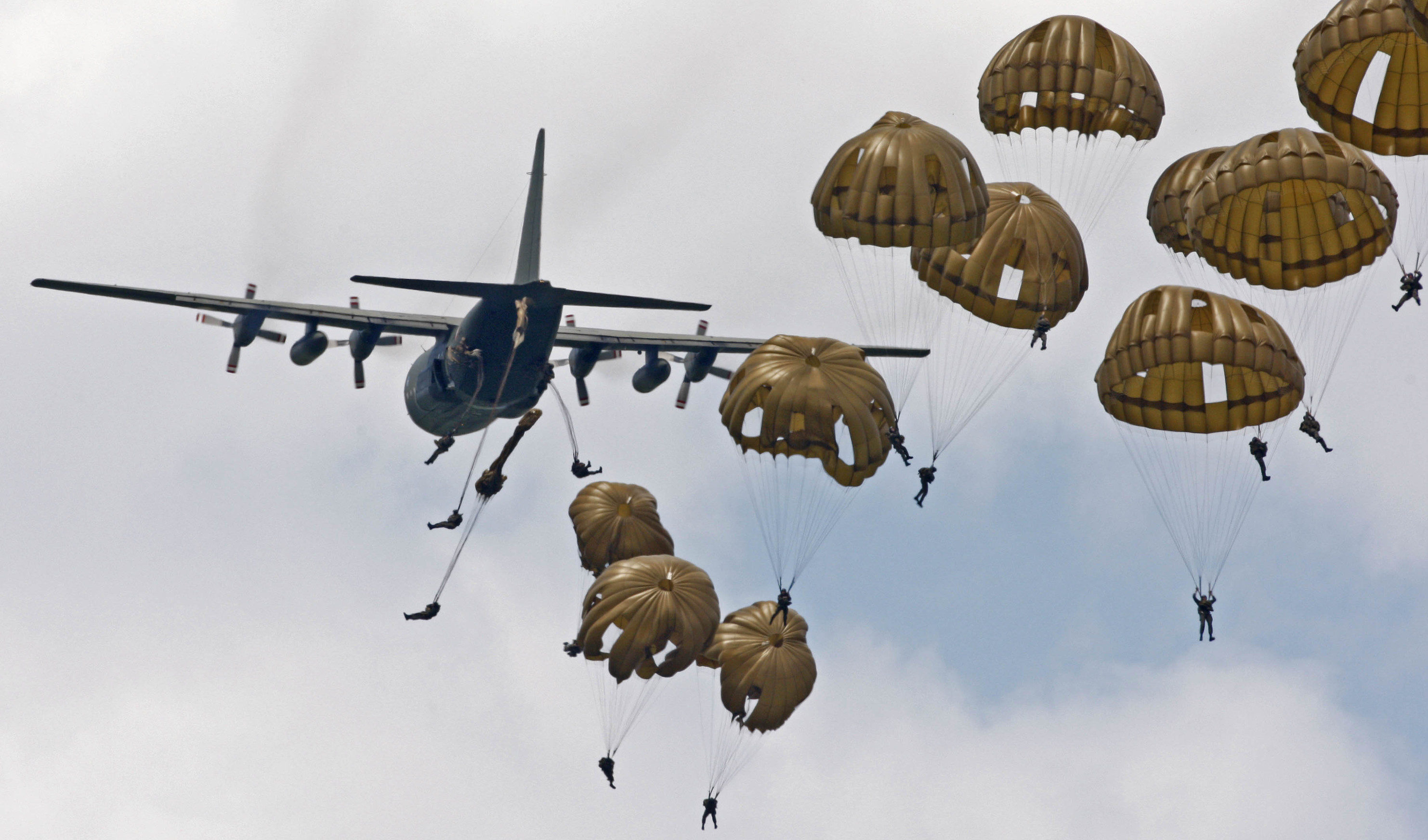
Parachutistes largués par un Lockheed C-130 Hercules.

Selon certains témoignages[Lesquels ?], la prière est diffusée à la BBC dès 1943.
En juin 1949, le colonel Jean Gilles, commandant la demi-brigade coloniale de commandos parachutistes, cite in extenso cette prière dans le bulletin de liaison ; cet article est repris le 1er août de la même année dans un numéro de Tropiques.
Durant les années 1950, elle était déjà largement connue au sein de l'armée française, en particulier auprès des régiments héritiers du French Squadron des SAS.
En 1956, elle fut imprimée sous le titre Prière du para, au verso d'une photographie représentant un parachutiste portant le béret rouge.

### Chant de l'EMIA
À la suite de la scission de l'ESMIA et de la création de l'École militaire interarmes (E.M.IA.) en 1961, le texte est modifié et adapté en version chantée en septembre de la même année par Christian Bernachot, élève officier de la 1re promotion. Il est mis en musique sur l'air de la Marche de la Garde consulaire à Marengo.
Intitulé La Prière, ce texte va devenir le chant traditionnel de l'E.M.IA. :
« Mon Dieu, mon Dieu

Donne-moi

La tourmente, donne-moi

La souffrance, donne-moi

L'ardeur au combat

Mon Dieu, mon Dieu

Donne-moi

La tourmente, donne-moi

La souffrance et puis la gloire au combat,

Et puis la gloire au combat

Mon Dieu, mon Dieu

Donne-moi

La tourmente, donne-moi

La souffrance, donne-moi

L'ardeur au combat

Mon Dieu, mon Dieu

Donne-moi

La tourmente, donne-moi

La souffrance, et puis la gloire au combat,

Et puis la gloire au combat,

Ce dont les autres ne veulent pas

Ce que l'on te refuse

Donne-moi tout cela, oui tout cela

Je ne veux ni repos,

Ni même la santé

Tout ça mon Dieu, t'est assez demandé

Mais donne-moi,

Mais donne-moi la foi

Donne-moi force et courage,

Mais donne-moi la foi

Donne-moi force et courage,

Mais donne-moi la foi

Pour que je sois sûr de moi !

Donne-moi

La tourmente, donne-moi

La souffrance, donne-moi

L'ardeur au combat

Mon Dieu, mon Dieu

Donne-moi

La tourmente, donne-moi

La souffrance, et puis la gloire au combat,

Et puis la gloire au combat. »